# Dalsjön, Västerbotten
Dalsjön är en sjö i Umeå kommun i Västerbotten och ingår i Umeälvens huvudavrinningsområde. Sjön har en area på 0,17 kvadratkilometer och ligger 75,1 meter över havet. Sjön avvattnas av vattendraget Bodbäcken. Vid provfiske har abborre och gädda fångats i sjön.

## Delavrinningsområde
Dalsjön ingår i det delavrinningsområde (708624-170251) som SMHI kallar för Utloppet av Dalsjön. Medelhöjden är 118 meter över havet och ytan är 5,26 kvadratkilometer. Det finns inga avrinningsområden uppströms utan avrinningsområdet är högsta punkten. Bodbäcken som avvattnar avrinningsområdet har biflödesordning 2, vilket innebär att vattnet flödar genom totalt 2 vattendrag innan det når havet efter 37 kilometer. Avrinningsområdet består mestadels av skog (75 procent) och öppen mark (11 procent). Avrinningsområdet har 0,16 kvadratkilometer vattenytor vilket ger det en sjöprocent på 3,1 procent.